# العظاءة الليمورية
العظاءة الليمورية (الاسم العلمي:Lemurosaurus) هي جنس منقرض من بيارميات وأشباهها الوحشية الوجه تنتمي إلى برنيتيات الشكل من البرمي المتأخر في جنوب أفريقيا. النوع النمطي هو العظاءة الليمورية البراسية وتمت تسميته في عام 1949.